# Імена в мармурі
«Імена в мармурі» (ест. Nimed marmortahvlil, Імена на мармуровій дошці) — естонський військовий роман, написаний Альбертом Ківікасом та опублікований у 1936 році. У центрі сюжету — події Війни за незалежність Естонії.
У 1937 році за цей роман Альберт Ківікас здобув нагороду Естонської літературної спілки. Наразі роман «Імена в мармурі» є одним з найвідоміших творів естонської літератури.

## Основа роману
В основу роману покладено події з життя самого Альберта Ківікаса періоду Війни за незалежність. Двоє головних героїв книги, брати Генн та Юхан Агаси, уособлюють два найбільші політичні напрями того часу: націоналізм і комунізм. Також у романі відображена непевність естонців щодо майбутнього своєї країни на той час.

## Сюжет
Роман поділений на три частини. Головними та центральними героями є двоє братів, Генн та Юхан Агаси.
У першій частині, дія якої відбувається на початку війни, розповідається про політичну ситуацію в Естонії наприкінці 1918 року та групу студентів Тартуського торгового училища, що згодом брали участь у війні за незалежність Естонії. На початку твору Генн Агас сумнівався щодо вступу до лав армії, проте після окупації рідного міста твердо вирішив стати солдатом. Через групу студентів у першій частині роману також показано політичну та економічну ситуацію в Естонії на той час.
Друга частина роману містить багато автобіографічних відсилок, опис ситуації на фронті та бойовий досвід солдатів.
У третій частині роману зображено фінальний етап війни, зокрема Тартуський мир, за яким було визнано незалежність Естонії. Роман закінчується тим, що група студентів повертається додому.
Друга частина вийшла у 1935 році в газеті «Uus Eesti», а готовий роман з трьох частин вийшов у 1936 році в Тарту за сприяння Естонського видавничого кооперативу. У першому виданні роману було 539 сторінок. Хоча у романі не відображено власний досвід автора, він фактично зобразив самого себе в одному з братів, Генні. Альберт Ківікас написав інші частини-продовження роману під час еміграції у Швеції.

### Друга частина («Nimed marmortahvlil II»)
У другій частині-продовженні роману зображується тилове життя у період війни за незалежність, а військові дії за участі батальйону добровольців є скоріше фоном для подій роману. Генн Агас, в армії став штабним писарем, чиїм справжнім захопленням є література. За задумом автора Генн став футуристом.
В різних образах роману можна впізнати багатьох літературних діячів того часу, зокрема, членів групи «Сіуру».
Вперше друга частина-продовження була видана у 1948 році у шведському місті Вадстена; її було двічі перевидано в Таллінні у 2000 та 2003 роках.

### Третя частина («Nimed marmortahvlil III»)
У третій частині-продовженні роману йдеться вже не про війну, — у ній зображене культурне життя Естонської республіки на початку її існування. У центрі оповіді надалі лишається Генн Агас та розвиток його особистості. Також у цій частині зображено культурні настрої молоді та думки про духовну еліту.
Третя частина-продовження роману вийшла у 1951 році в м. Лунд; у 2001 році її було перевидано в Таллінні.

### Четверта частина («Nimed marmortahvlil IV»)
У заключній частині-продовженні роману домінує та сама тема, що й у третій частині, проте вона більше фокусується на конфлікті світоглядів. Врешті-решт це призводить до таємного возз'єднання братів Агасів — націоналіста Генна та комуніста Юхана.
Четверта частина вийшла в Лунді у 1954 році за сприяння Видавницького кооперативу Естонії і була перевидана в Таллінні у 2002 році.

## Постановки та екранізації
У 1937 році почалася робота над театральною версією роману «Імена в мармурі», яку підготував друг та колега Ківікаса Аугуст Анніст. Готовий твір — драму у 109 сторінок, розділену на три акти, було опубліковано 1939 року у талліннському видавництві «Тарвік». 24 лютого 1939 року у театрі «Естонія» відбулася прем'єра вистави за мотивами роману, режисером якої став Антс Лаутер. Головні ролі у ній зіграли актори Теет Коппель (Агас), Антс Ескола (командир взводу Кяспер) і Гуґо Лаур (санітар Тяакер). Сам Антс Лаутер зіграв капітана.
У 1989 році режисер Аго-Ендрик Керге поставив у театрі «Ванемуйне» за мотивами роману власну п'єсу під назвою «In corpore…», у якій Агаса зіграв Райн Сіммуль, а Кяспера — Андрес Двін'янінов.
У 2002 році в Естонії вийшов однойменний фільм, сюжет якого заснований на романі. Режисером фільму став Ельмо Нюганен, а головного героя Генна Агаса зіграв Прійт Вийгемаст. Фільм «Імена в мармурі», який став найбільш дорогим художнім фільмом Естонії, також став лідером касових зборів.